# Лутовське
Лутовське (біл. Лутаўскае) — озеро в Лоєвському районі Гомельської області, за 26 км на північний захід від міського селища Лоєв, біля сіл Старе Лутове і Глушець, на правобережній заплаві річки Дніпро.
Площа поверхні 0,18 км². Довжина 1,83 км, найбільша ширина 0,12 км. Довжина берегової лінії 3,72 км.
Озеро старичне, серпоподібне в плані форми. Схили котловини на півдні та заході круті, висотою 6-8 м, на сході до 3 м, під чагарниками. Береги на півдні і заході зливаються зі схилами улоговини, на сході низькі, заболочені. Через озеро тече річка Пісочанка.